# باربی: سفر جاده‌ای حماسی
باربی: سفر جاده‌ای حماسی یا باربی سفر جاده‌ای حماسی (به انگلیسی: Barbie: Epic Road Trip) فیلم پویانمایی سی‌جی‌آی ماجراجویی کمدی و تعاملی کودکانهٔ ویژهٔ تلویزیون به‌کارگردانی کنراد هلتن و نویسندگی آئوری والینگتون می‌باشد که اولین‌بار بار در ۲۵ اکتبر بر روی نتفلیکس به‌نمایش در آمد.